# ADONIS A
株式会社ADONIS A（アドニスエー、ADONIS A Co.,Ltd.）は、東京都渋谷区に所在する日本の芸能事務所。1996年に浅野忠信の父親・佐藤幸久が有限会社アノレ（ANORÉ INC.）として設立。2022年1月13日、現在の商号に変更した。俳優、モデル、アーティストのマネジメントを行っている。

## 概要
映画を中心に活躍する俳優が多く、特に『孔雀 KUJAKU』『マイティ・ソー』の浅野忠信を始めとした、日本国外で製作された映画に出演経験を持つ俳優たちが多く所属し、過去には、『硫黄島からの手紙』『永遠の僕たち』の加瀬亮や、『ヤクザガール 二代目は10歳』の新井浩文なども所属していた。これは浅野がデビュー当初よりミニシアター系の映画に多く出演し、是枝裕和、青山真治などの国際映画祭で高く評価される日本の映画監督との仕事を重ねてきたことから、アノレ（当時）の世界の映画界での知名度が高まり、日本国外のオーディション情報に対し強みを持つ事務所となったことによる。
2021年12月31日をもって、本事務所設立の切っ掛けであった浅野忠信は専属契約を満了し、本事務所より独立している。また、取締役だった浅野の実兄も退社した。ただし、独立後も浅野のサポートを継続する。
2022年1月13日に有限会社アノレから株式会社ADONIS Aの商号に変更した。同時の公式サイトもリニューアルされたが、アノレ時代に所属していたタレントの半数以上が本事務所から去っている。

## 所属タレント
2025年3月時点。
- 三浦貴大
- 宇野祥平
- カトウシンスケ
- 須藤温子
- SUMIRE
- 上田帆乃佳
- 鹿島康秀
- 一ノ光明
- 松井薫平[4]

### Support
- 浅野忠信 - 2021年12月31日、専属契約を満了し、以前より所属していた個人会社「DOMOIZU」で活動[3][5]。
- 長谷井宏紀

## 元所属者

### アノレ時代の元所属者
- 菊地凛子 - 2012年12月時点で、アノレ公式サイトから名前が削除。
- 伊藤歩 - 2013年2月、Seventh avenueに移籍。
- 加瀬亮 - 2018年4月、個人事務所に移籍。
- 太田莉菜 - 2018年8月、エイジアクロスに移籍。
- 木乃江祐希 - 2018年11月時点で、アノレ公式サイトから名前が削除。
- 新井浩文 - 2019年2月5日、不祥事により契約解除[6]。

### ADONIS A変更時の退所者
アノレからリニューアルされたADONIS A公式サイトで名前が削除された者。多くは浅野忠信の海外事業について提携しているoffice MUGIに移籍している。
- 栁俊太郎 - スターダストプロモーションに移籍。
- 白戸達也 - office MUGIに移籍。
- 門間航 - office MUGIに移籍。
- 山崎竜太郎 - office MUGIに移籍。
- 池田大 - ヒラタオフィスに移籍。
- 米本学仁 - office MUGIに移籍。
- 椎名琴音 - アノレ在籍時より声優活動についてはリマックスと業務提携。
- 縄田カノン - office MUGIに移籍。
- 向里祐香 - office MUGIに移籍。
- 菊池和澄 - ヒラタオフィスに移籍。
- 神嶋里花 - office MUGIに移籍。
- 点子
- Kujun（浅野忠信の実兄）
- 森本落葉 - ADONIS A公式サイトの一覧に名前はないが、プロフィールページは残されている。
- 幹仁
- 新音
- 池上幸平